# Hunsihal, Yelbarga
Hunsihal là một làng thuộc tehsil Yelbarga, huyện Koppal, bang Karnataka, Ấn Độ.